# Ajaxstraat
De Ajaxstraat is een straat in de wijk 110-Morgen in de Rotterdamse deelgemeente Hillegersberg. De naam van de straat werd in 1955 vastgesteld en tussen 1955 en 1957 voltooid in de toen nieuwe woonwijk. De straat is een zijstraat van de Minervalaan, en loopt van zuid, nabij een bushalte van bus 174, naar noord, waar de straat rechts overgaat in de Orionstraat. Een aanzienlijk deel van de oorspronkelijke bebouwing, waaronder in 2004 ook de gelijknamige Ajaxflat, is de laatste jaren afgebroken en vervangen door nieuwbouw.
De straat is vernoemd naar de Griekse held Ajax, net zoals alle andere straten in de wijk zoals bijvoorbeeld de Fortunastraat en naar Griekse en Romeinse goden en helden vernoemd.

## Petitie
Alhoewel de straat al ruim een halve eeuw de naam Ajaxstraat droeg, werd in 2013 een petitie ingediend om een naamswijziging te bewerkstelligen teneinde associatie met de Amsterdamse voetbalclub Ajax te voorkomen. Het verzoek werd door de straatnaamcommissie in Rotterdam beoordeeld en afgewezen. De beslissing van de commissie was unaniem. "Er zijn geen zwaarwegende redenen om de naam te veranderen. Het is namelijk niet zo dat alle bewoners en bedrijven tegen de Ajaxstraat zijn", aldus de voorzitter.
Ajaxstraat ·
Bergse Dorpsstraat ·
Bergweg ·
Grindweg ·
Kleiweg ·
Molenlaan ·
Ringdijk ·
Straatweg ·
Wildersekade